# Krasnozawodsk
Krasnozawodsk (ros. Краснозаводск) – miasto w Rosji, w obwodzie moskiewskim, 88 km na północny wschód od Moskwy. W 2020 liczyło 12 800 mieszkańców.